# Biełki
Biełki [ˈbʲɛu̯kʲi] (en ukrainien: Білки, Bilky) est un village polonais de la gmina de Milejczyce dans le powiat de Siemiatycze et dans la voïvodie de Podlachie.